# Hyalyris flebilis
Hyalyris flebilis är en fjärilsart som beskrevs av Fox och Real 1971. Hyalyris flebilis ingår i släktet Hyalyris och familjen praktfjärilar. Inga underarter finns listade i Catalogue of Life.